# Rosenkavaleren
Rosenkavaleren (Der Rosenkavalier), op. 59, er en komisk opera i tre akter med musik af Richard Strauss og libretto af den østrigske forfatter Hugo von Hofmannsthal. Den fik premiere på Semperoper i Dresden den 26. januar 1911. Operaens handling udspiller sig i Wien omkring 1740.

## Dramatis personae
- Feltmarskalinde, fyrstinde Werdenberg (sopran)
- Baron Ochs til Lerchenau (bas)
- Octavian, kaldet Quinquin, en ung herre fra en fornem familie (mezzosopran)
- Hr. von Faninal, en rig, nyadlet mand (baryton)
- Sophie, hans datter (sopran)
- Jomfru Marianne Leitmetzerin, duenna (sopran)
- Valzacchi, en intrigant (tenor)
- Annina, hans ledsager (alt)
- En politikommissær (bas)
- Marskalindens hushovmester (tenor)
- Faninals hushovmester (tenor)
- En notar (bas)
- En vært (tenor)
- En sanger (tenor)
- En modehandlerske (sopran)
- En dyrehandler (tenor)
- Tre adelige faderløse (sopran, mezzosopran, alt)
- Marskalindens fire lakajer (to tenorer, to basser)
- Fire kelnere (en tenor, tre basser)
- En lærd, en fløjtenist, en frisør og dennes hjælper, en adelig enke, en negerpage (stumme roller)
- Lakajer, køkkenpersonale, gæster, musikanter, kuske, børn (kor)

## Synopsis
Tid: 1740'erne, i de første år af kejserinde Maria Theresas regeringstid
Sted: Wien

### Første akt.
Marskalindens soveværelse.
Prinsesse Marie Therese von Werdenberg (marskalinden, den titel, der gives til en feltmarskals hustru) og hendes meget yngre elsker, grev Octavian Rofrano, udveksler kærlighedsløfter ("Wie du warst! Wie du bist"). For at undgå skandale gemmer han sig, da en lille, sort dreng, Mohammed, kommer med marskalindens morgenmad. Under morgenmaden høres høje stemmer i garderoben og ikke ved hoveddøren. Marskalindens tror, at handes mand er kommet uventet hjem fra jagt, og får Octavian til at gemme sig bag sengen. Han dukker op igen forklædt som stuepige, "Mariandel" ("Befehl'n fürstli' Gnad'n, i bin halt noch nit recht..."), og forsøger at snige sig væk gennem garderoben. Men Marskalindens slægtning ude fra landet, Baron Ochs auf Lerchenau, er uventet kommet ind ad den samme dør for at diskutere sin forlovelse med Sophie ("Selbstverstandlich empfängt mich Ihro Gnaden"), datter af en velhavende købmand, der for nylig er blevet ophøjet til adel af kejserinden. Efter på ubehøvlet måde at have beskrevet, at han fordriver tiden med at være skørtejæger, som han i øvrigt demonstrerer på den forklædte Octavian, beder han marskalinden om at anbefale en ung mand, der kan tjene som hans Rosenkavalier ("Rosenkavaler"), der skal levere den traditionelle forlovelsesrose af sølv til Sophie. Hun foreslår Octavian. Da Baron Ochs ser den unge greves billede, bemærker han, at greven ligner stuepigen "Mariandel", og han antager, at hun er Octavians illegitime søster. Ochs praler af, at adelige skal betjene adelige, hvilket medfører en tilståelse af, at han har en uægte søn, der arbejder for ham. Den grove Ochs kommer med et frækt tilbud til "stuepigen". Octavian spiller bly og forlader værelset ved førstkommende lejlighed.
Værelset fyldes med prinsessens tilbedere ("Drei arme adelige Waisen"). En italiensk tenor sendt af den portugisiske ambassadør synger marskalinden en serenade ("Di rigori armato"), mens Ochs udarbejder ægtepagten med marskalindens notar. To italienske intrigemagere, Valzacchi og Annina, forsøger at sælge prinsessesen de seneste skandaleblade. Ochs afbryder tenorens sang og beder notaren om at kræve en medgift af Sophies familie (han har forvekslet medgift med talent). Notaren forsøger at forklare, at det ikke er muligt ifølge loven. Valzacchi og Annina tilbyder nu Ochs deres hjælp. Han spørger, om de mon kender noget til prinsessens "stuepige". Det gør de ikke, men de forsikrer ham om, at de gør. Midt i al virvaret siger marskalinden til sin frisør: "Min kære Hippolyte, i dag har De fået mig til at se ud som en gammel kone." ("Mein lieber Hippolyte").
Da alle er gået, funderer marskalinden, der bliver mindet om sit eget tidlige bryllup af Ochs' unge brud, sin flygtige ungdom og mændenes upålidelighed ("Da geht er hin..."). Da Octavian endelig vender tilbage (i mandetøj) ("Ach, du bist wieder da"), har hun indset, at han en dag vil forlade hende ("Die Zeit, die ist ein sonderbar Ding"). Hun funderer over tiden, der går (et ur slår tretten slag), og viser Octavian bort. Da han er gået, går det pludseligt op for hende, at hun har glemt at kysse ham farvel, og hun sender nogle lakajer efter ham; men det er for sent - han er væk. Marskalinden tilkalder sin page og beder ham bringe Octavian sølvrosen, så han kan give Sophie den. Efter Mohammed er gået, stirrer Marie Therese tænksomt i sit håndspejl (eller lignende), mens tæppet går ned.

### Anden akt.
Hjemme hos von Faninals.
Herr von Faninal og Sophie afventer, Rosenkavaleren, Octavians ("Ein ernster Tag, ein grosser Tag!") ankomst. Som traditionen foreskriver forsvinder Faninal inden Rosenkavaleren ankommer. Sophie bekymrer sig over det forestående bryllup med en mand, som hun aldrig har mødt, da hendes anstandsdame, Marianne, rapporterer at Octavian er nær ("In dieser feierlichen Stunde der Prüfung"). Octavian ankommer med pomp og pragt, helt klædt i sølv. Han giver Sofie sølvrosen i en omfattende ceremoni. De to unge mennesker er med det samme tiltrukket af hinanden, og de synger en smuk duet ("Mir ist die Ehre widerfahren...").
Under en samtale, der er overvåget af anstandsdamen, begynder Sophie og Octavian at forelske sig (i denne samtale afslører hun Octavians fulde navn: Octavian Maria Ehrenreich Bonaventura Fernand Hyacinth Rofrano, kendt som Quinquin blandt venner). Ochs kommer ind sammen med Sophies far ("Jetzt aber kommt mein Herr Zukünftiger"). Baronen taler familiært med Octavian (selv om de aldrig officielt har mødtes før), undersøger Sophie som var hun løsøre, og opfører sig generelt som en sjuft, og han "afslører" også, at Octavian har uægte familie. Ochs' tjenere begynder at jage tjenestepigerne, og sætter huset på den anden ende. Sophie begynder at græde, og Octavian lover at hjælpe hende ("Mit Ihren Augen voll Tränen"). Han omfavner hende, men de bliver opdaget af Ochs' italienske spioner, der giver ham besked. Ochs morer sig blot, og opfatter ikke den langt yngre Octavian som en trussel, men Octavians temperament ildnes tilpas meget til, at han udfordrer den tykhovede Ochs til duel. Ochs får et lille sår i armen under skænderiet, og råber op om mord. Mens der sendes bud efter en læge, fortæller Sophie sin far, at hun aldrig vil gifte sig med Ochs, men hendes far insisterer, og truer med at sende hende i kloster. Octavian smides på porten, og Sophie bliver sendt op på sit værelse. Da Ochs er alene på divanen med sin sårede arm i en slynge, begynder han at hæve sit humør med et glas portvin. Annina kommer ind med et brev til Ochs fra "Mariandel", der beder ham om et stævnemøde. Den nu raske og fulde Ochs danser - i forventning om det snarlige møde - rundt på scenen til en af operaens ironiske og skæve valse, og nægter at give Annina drikkepenge, og hun sværger, at hun nok skal få hævn ("Da lieg' ich!").

### Tredje akt.
Et værelse på en kro.
Valzacchi og Annina har skiftet side, og er nu i gang med at hjælpe Octavian med at forberede en fælde for Baronen. Der er langt mere end øjet kan se,     i det værelse som Valzacchi har lejet til Baronens stævnemøde, og i en pantomime ses alle forberedelserne til at fælde Baronen og forpurre hans forlovelse med Sophie. 
Ochs og "Mariandel" ankommer til et rendez-vous. Ochs forsøger at forføre den tilsyneladende villige tjenestepige, selvom han er foruroliget over hendes lighed med Octavian. Den skyldbetyngede baron fanger et glimt af Octavians medsammensvorne, da de dukker frem fra hemmelige døre. En kvinde (Annina i forklædning) skynder sig ind og hævder, at Ochs er hendes mand og far til hendes børn, som alle hastigt råber "Papa! Papa!" Forvirringen vokser, og politiet ankommer, og for at undgå en skandale hævder Ochs, at "Mariandel" er hans forlovede Sophie. Octavian afslører intrigen for politiinspektøren, og han spiller med. I mellemtiden forsøger Ochs uden held at markere sin status, samtidig med at han erklærer, at "Mariandel" er under hans beskyttelse. Rasende over at være blevet blandet ind i skandalen ankommer Faninal, og han sender bud efter Sophie, så hun kan rense deres navn. Sophie ankommer, og beder Ochs om at gå. Ochs er helt omtåget og flov, da marskalinden ankommer. Politiinspektøren genkender hende, da han tidligere har gjort tjeneste under hendes mand. Marskalinden sender politiet og alle de andre væk. Ochs forsøger stadig at få Sophie for sig selv, selv efter at han har indset sandheden om marskalinden og Octavians/Mariandels forhold, og han forsøger endog at afpresse marskalinden, men beordres til at gå med værdigheden i behold. Ochs redder, hvad der er tilbage af hans værdighed og går til sidst, mens han forfølges af kreditorer. 